# الإسلام والسيخية
الإسلام دين إبراهيمي ظهر في شبه الجزيرة العربية، والسيخية دين دارمي ظهر في إقليم البنجاب في شبه القارة الهندية. الإسلام يعني السلام. كلمة سيخ مشتقة من كلمة سنسكريتية تعني الانضباط، أو المتعلِّم.
كلا الدينين توحيدي. يختلف الصوفية من المسلمين عن السيخيين من جهة أنهم يؤمنون أن الله يتجلى بصفاته، أي بأسمائه التسعة والتسعين، في خلقه. أما عند السلفية فلا ارتباط بين صفات الله وخلقه، فهو مستوٍ وحدَه على العرش. يؤمن المسلمون أن النبي محمدًا خاتم الأنبياء، أوحى الله إليه القرآن في القرن السابع الميلادي. تأسست السيخية في القرن الخامس عشر الميلادي، إذ أسسها الغورو ناناك ويتبع السيخيون كتاب غورو غرانث صاحب، بوصفه «الغورو الحي».
يقوم النظام الشرعي في الإسلام على القرآن والسنة، ويسمى الشريعة، أما في كتاب السيخ فلا ذكر لنظام شرعي. الصلوات الخمس ركن من أركان الإسلام وهي واجبة على كل مسلم. يقرأ السيخيون خمسة بانيات (صلوات) وهو جزء من نظامهم اليومي المسمى نيتنم. يفرض الإسلام زكاة سنوية من المسلمين. من أساسيات السيخية التي وضعها الغورو ناناك: الكيرات كارنا (الكسب الأمين للرزق والبعد عن الفساد)، والنآم جافنا (تلاوة النآم وتدبرها، وفراءة «الواحد» واتباعه)، والفاند شاكو (التواضع والمشاركة). الحج ركن رئيس في الإسلام، أما السيخية فترفض الحج والختان والشعائر. وفقا للغورو غوبيند سينغ، فإن الغورو السيخي العاشر قال في حكمناماته الاثنتين والخمسين أن على السيخ أن يحجّوا إلى المعابد السيخية.
كان بين السيخية والإسلام تاريخ من التأثير البناء والصراع. يضم كتاب السيخيين المقدس تعاليم من مسلمين، هما بابا فريد، وهو مسلم من الطريقة الصوفية الجشتية، وكابير.

## المقارنة

### الإيمان

#### مفهوم الله
يؤمن السيخيون أن الإله لا شكل له. فُسر هذا أحيانا على أنه شكل من وحدة الوجود، وأحيانا على أنه توحيد. الإله في أقنوم النرغون غير ظاهر ولا مرئي ولا وصف له، وهو متخلل في الوجود وحاضر في كل شيء. أما في أفنوم السرغون فله صفات وخصال، وهو ظاهر مرئي في كل الخلق. [إك أونكار، ما من إله إلا إله واحد، هو الحق السرمدي، الخالد الذي لا يخاف، لا شكل له، وهو فوق الموت والولادة.]

كذلك الإسلام، يؤمن بإله واحد، أي إنه دين توحيدي. العقيدة الإسلامية جزء من الشهادة.
«قل: هو الله أحد (1) الله الصمد (2) لم يلد ولم يولد (3)، ولم يكن له كفوًا أحد. (4)» (سورة الإخلاص، القرآن)

#### الغورو والرسل
يعظم السيخ الغورو ناناك بوصفه المعلم الذي علم الناس عن الإله الخالق، ملك الأرض، الذي يظهر في عشرة أشكال للعشرة الغوروات عند السيخ. تقبل السيخية وجود أنبياء من الله، منهم موسى وعيسى ومحمد في الأديان الأخرى.
يؤمن الإسلام أنه قد كان قبل محمد أنبياء كثر، وأن محمدًا خاتمهم، وأن القرآن هو آخر وحي لآخر نبي.

#### الواجبات والعقائد
أركان الإسلام الخمسة واجبة على كل مسلم. وهي: الشهادة (شهادة أن لا إله إلا الله وأن محمدًا رسول الله)، والصلاة والزكاة وصوم رمضان وحج البيت في مكة. هذه الشعائر الخمس أساسية عند أهل السنة، أما الشيعة فعندهم ثمانية شعائر أخرى تتقاطع مع هذه الأركان.
واجبات السيخية الثلاثة هي: النآم جابنا (التأمل في اسم واهيغوغرو)، والكيرات كارني (كسب الرزق الأمين)، والفاند تشانكا (مشاركة المرء رزقه مع غيره). ينتمي السيخيون المعمّدون إلى الخالسا بانث. يلتزم هؤلاء السيخيون بخمسة أركان، تسمى الكافات الخمس: (1. كيس، أي عدم قص الشعر واللحية، 2. كانغا، وهو مشط خشبي يستعملونه مرتين كل يوم 3. كارا، وهي سوار يلبَس في المعصم 4. كيربان، وهو خنجر صغير 5. كاتشيرا، وهي ثياب داخلية مخصوصة). أما غير المعمدين، فيلتزمون بثلاثة من هذه الخمسة: كيش، وكانغا، وكارا. تأسس مجتمع الخالسا بانث في فياساخي عام 1699، إذ أسسه الغورو السيخي العاشر، واسمه غوبيند سينغ. أصبحت اليوم الكافات الخمس والتربان السيخي جزءًا رسميًّا من نمط الحياة السيخي. وللسيخ مجموعة من سبع صلوات سيخية، يقيمونها كل يوم، وهو فرض عليهم.

#### المعتقدات الاجتماعية
للسيخية موقف متردد من المعجزات، وهي ترفض أي تمييز ضد الأديان الأخرى. لا تؤمن السيخية بالشعائر، ولكنها تسمح بالتقاليد.
ترفض السيخية الزهد والرهبانية. تبنى مؤسس السيخية الغورو ناناك الأفكار الهندية عن البعث، وعلم تلاميذه عقيدة التناسخ. يشمل كتاب أدي غرانث السيخي حكمة روحية من الأديان الأخرى. يحذر الإسلام من البدعة المحرّمة والزيادة على ما أوحي في القرآن والحديث.
يعد الإسلام نفسه الدين الكامل والأخير. ويحذر من الابتداع في الدين.
يؤمن المسلمون بالمعجزات وبيوم الحساب (القيامة).

#### الردة
الردة، أي ترك مسلمٍ لإسلامه وتحوله إلى ديانة أخرى أو إلى الإلحاد، جريمة دينية في الإسلام وحدها القتل. وفقا للأحاديث، كما يذكر جون إسبوزيتو، فإن ترك الإسلام يعاقَب عليه بقطع الرأس أو الصلب أو النفي، والشريعة تأمر بقتل كل ذكر بالغ صحيح يترك الإسلام بالسيف. ولكن المفكرين المحدثين جادلوا ضد تطبيق هذه العقوبة من جهة أنها تخالف الآية القرآنية 256 في سورة البقرة.
تسمح السيخية بحرية الضمير واختيار كل إنسان طريقه.

#### الحيض
يحرم التفسير التقليدي للقرآن الجِماع في أيام حيض المرأة، ولكنه لا يحرم التقارب الجسدي. يحرم القرآن بنص ظاهر الجماع على المرأة الحائض. إذا همّ رجل بجماع زوجته واكتشف أن حيضها ابتدأ، فإن عليه أن يتراجع مباشرة.
يحرم على النساء الحائضات الطواف في الحج أيضا. عندما بكت عائشة لمحمد لأنها لا تستطيع الطواف أيام حيضها، أجابها فقال: «إن هذا أمر قد كتبه الله على بنات آدم، فاغتسلي ثم أهلّي للحج. يظهر الإسلام احترامًا كبيرًا للنساء، والحيض فيه رحمة لأن الولادة والتكاثر يكونان به، ولأنه ظاهرة أساسية في التكاثر عند البشر. يقدّم الإسلام للنساء الحائضات كل أنواع الأفضلية ويوصيهن بالراحة.

رفض الغورو ناناك مؤسس السيخية معاملة النساء الحائضات على أنهن غير طاهرات أثناء حيضهن. وبيّن الغورو أن الدورة الشهرية عملية أنشأها الله. وأن دماء المرأة عنصر في خلق كل إنسان. وأن نجسات الداخل هم النجسات الحقيقيات. في كتابه المبدأ الأنثوي في التصور السيخي للمطلق، كتب غوينندر كور سينغ:
«يغيب عن النظرة الكونية السيخية تشويه الجسد الأنثوي الموجود في كثير من الحضارات والأديان، إذ يظهر في التحريمات المحيطة بمسألتي الحيض والولادة. عنّف الغورو ناناك صراحة من نسب الفساد إلى المرأة بسبب الحيض».

#### الموقف من الأديان الأخرى
ترى السيخية أن كل التقاليد الدينية صالحة قائدة إلى الواهيغورو نفسه، لذا ترفض أن دينًا واحدا بعينه هو الحقيقة المطلقة لكل البشرية.
أما الإسلام فيرى أن التقاليد غير الإسلامية قد حرفها الناس عبر العصور لتناسب أهواءهم.

#### القدر
يؤمن الإسلام بالتقدير المسبق للأحداث، وأن الله يعلم ويحكم كل شيء يحدث. ووفقًا للتراث الإسلامي، فإن كل شيء كتبه الله مكتوب في اللوح المحفوظ.
تؤمن السيخية كذلك بطريقة أو بأخرى بالقدر، فما يفعله الإنسان ويقوله ويسمعه غير مكتوب من قبل، ولكن تحدده أفعال الإنسان نفسه التي فعلها بإرادته الحرة. كل شيء يفعله الإنسان يُحسَب له أو عليه في الكارما الفردية، ويلقى كل إنسان عواقب أفعاله نتيجة لحكم الله.